# Don César de Bazan (film, 1989)
Pour les articles homonymes, voir Don César de Bazan.
Pour plus de détails, voir Fiche technique et Distribution.
Don César de Bazan (Дон Сезар де Базан, Don Cesar de Bazan) est un film musical historique soviétique réalisé par Yan Frid et sorti en 1989. C'est l'adaptation de la pièce de théâtre du même titre de Dumanoir et Adolphe d'Ennery elle-même tirée du Ruy Blas de Victor Hugo,.
C'est le tout dernier rôle de Iouri Bogatyriov.

## Fiche technique
Sauf indication contraire, les informations mentionnées dans cette section peuvent être confirmées par la base de données cinématographiques IMDb,  présente dans la section « Liens externes ».
- Titre français : Don César de Bazan[4]
- Titre original : Дон Сезар де Базан, Don Cesar de Bazan
- Réalisateur : Yan Frid
- Scénario : Yan Frid, Mikhaïl Donskoï (ru)
- Photographie : Edouard Rozovski
- Musique : Guennadi Gladkov
- Société de production : Lenfilm
- Pays de production :  Union soviétique
- Langue de tournage : russe
- Format : Couleurs
- Durée : 133 minutes
- Genre : Comédie musicale
- Dates de sortie :
  - Union soviétique : 3 juillet 1989

## Distribution
- Mikhaïl Boïarski : Don César de Bazan
- Anna Samokhina : Maritana
- Natalia Lapina (ru) : Marie-Anne de Neubourg, reine d'Espagne
- Iouri Bogatyriov : Charles II,  roi d'Espagne
- Igor Dmitriev : Don José de Santarem, premier ministre
- Victoria Gorchenina (ru) : la vicomtesse Casilda de Montejo
- Mikhaïl Svetine : le vicomte de Montejo

## Production
Le tournage a eu lieu à l'été 1988 dans différentes villes soviétiques. Les scènes sur la grand-place et la vieille ville ont été tournées à Vilnius et Kaunas (RSS de Lituanie). Pour représenter la forteresse où Don César de Bazan est enfermé, on a utilisé le Fort d'Hermann à Narva (RSS d'Estonie), la forteresse d'Ivangorod à Ivangorod ainsi que la ville médiévale de Cetatea Albă (RSS d'Ukraine). Le palais d'Oranienbaum a été utilisé pour représenter le palais royal.